# Diceria dell'untore
Diceria dell'untore és una pel·lícula dramàtica italiana del 1990 dirigida per Beppe Cino. És una adaptació de la novel·la de Gesualdo Bufalino de 1981, Diceria dell'untore. La pel·lícula, protagonitzada per Franco Nero i Vanessa Redgrave es va estrenar a Itàlia l'11 d'octubre de 1990.

## Argument
El 1946, Gesualdo (Nero) és un soldat en recuperació de la Segona Guerra Mundial en una clínica de tuberculosi de Palermo. La majoria dels pacients són joves però són conscients de la seva imminent mort. Gesualdo té les mateixes expectatives desoladores. No obstant això, miraculosament es recupera mentre tots els altres moren, inclosos els professionals mèdics. Gesualdo és l'únic supervivent que pot donar testimoni de l'ordre a la clínica.

## Repartiment
- Franco Nero com Gesualdo
- Vanessa Redgrave com germana Crucifix
- Fernando Rey com Doctor
- Salvatore Cascio
- Tiberio Murgia
- Toni Ucci
- Lucrezia Lante della Rovere com Marta
- Remo Girone com Sebastiano
- Gianluca Favilla
- Dalila Di Lazzaro
- Ferdinando Murolo

## Reconeixements
La pel·lícula ha participat en diversos festivals, com ara AFI Los Angeles, XI edició de la Mostra de València, Porto Alegre (Premiat com a millor pel·lícula), Europa Cinema, Grolla d'oro, Festival de Cinema d'Annecy, Cherbourg, Brussel·les, Villerupt (Premi del Públic i Premi de la Crítica Jove), i s'ha venut a més de 40 països.